# Campagna di Cocincina
La campagna di Cocincina (in vietnamita Chiến dịch Nam Kỳ) è l'insieme delle azioni belliche sviluppatesi tra il 1858 e il 1862 tra le forze francesi e spagnole da un lato e l'impero vietnamita dall'altro. Cominciata come una spedizione punitiva franco-spagnola dagli obiettivi limitati, terminò come una vera guerra di conquista francese. Ebbe come conseguenza la colonizzazione francese della Cocincina, preludio a quasi un secolo di dominazione francese in Vietnam.

## Contesto storico
I francesi non avevano molti pretesti per giustificare le loro ambizioni territoriali in Indocina. All'inizio del XIX secolo, alcuni uomini di Stato francesi ritenevano che l'imperatore Gia Long dovesse loro un favore per l'aiuto che le truppe francesi gli avevano fornito nel 1802 contro la dinastia Tây Sơn, ma fu presto chiaro che Gia Long non sentiva di avere per loro maggiori obblighi di quanti non ne sentisse verso l'imperatore della Cina, che aveva anch'esso dato il suo apporto.
Gia Long riteneva infatti che il governo francese non avesse onorato la promessa di venirgli in aiuto durante la guerra civile, dal momento che i francesi che l'avevano aiutato erano volontari e avventurieri anziché truppe regolari, e che non fosse dunque in obbligo di rendere favori. Di sicuro lui e il suo successore Minh Mạng avevano diverse relazioni con la Francia: i vietnamiti avevano rapidamente imparato a riprodurre i forti secondo lo stile di Vauban, costruiti dagli ingegneri francesi alla fine del XVIII secolo, e non avevano più bisogno dell'assistenza straniera in materia di fortificazioni, ma erano ancora interessati a comprare cannoni e fucili francesi. Questo contatto limitato era in fondo di scarso peso; né Gia Long né Minh Mạng avevano intenzione di passare sotto l'influenza straniera.
Da parte loro, i francesi erano decisi a non farsi espellere facilmente. Come spesso è accaduto durante l'espansione coloniale europea, la religione offrì il pretesto all'intervento. I missionari francesi erano presenti in Vietnam dal XVII secolo; alla metà del XIX secolo c'erano circa 300 000 convertiti al cattolicesimo nell'Annam e nel Tonchino. La maggior parte dei loro preti e vescovi erano francesi e spagnoli. I vietnamiti diffidavano di questa importante comunità e dei loro capi stranieri; i francesi, da parte loro, cominciarono a sentirsi responsabili della loro sicurezza. La persecuzione contro i cristiani fornì alla fine un pretesto per attaccare il Vietnam.
La tensione crebbe in maniera graduale. Nel corso degli anni 1840, le persecuzioni e le molestie nei confronti dei missionari cattolici messe in opera dagli imperatori Minh Mạng e Thiệu Trị suscitò solo risposte sporadiche e non ufficiali da parte francese. Inizialmente i capitani delle navi francesi che si trovavano in Estremo Oriente ricevettero l'ordine di negoziare con le autorità vietnamite quando si verificavano casi di persecuzione. Il 25 febbraio 1843 il capitano di fregata Favin-Lévêque, al comando della nave da guerra francese Héroine ancorò al largo di Tourane ed ottenne il rilascio di cinque missionari. Nel 1845 il capitano di fregata Fornier-Duplan, al comando della corvetta francese Alcmène, si recò a Tourane e ottenne il rilascio di Dominique Lefèbvre, il vicario apostolico francese della Bassa Cocincina. Con l'intensificarsi delle persecuzioni sotto l'imperatore vietnamita Tự Đức, salito al trono nel 1847, i francesi cambiarono atteggiamento e intervennero anche militarmente: il 15 aprile 1847 ebbe luogo la battaglia navale di Tourane e il 26 settembre 1856 una nave da guerra francese bombardò Tourane ed effettuò uno sbarco di truppe. I passi decisivi verso l'instaurazione dell'Impero coloniale francese in Indocina non furono intrapresi prima del 1858.
Nel 1857, l'imperatore Tự Đức fece mettere a morte due missionari cattolici spagnoli. Non era il primo incidente di questo tipo, e fino ad allora il governo francese aveva ignorato queste provocazioni; ma questa volta le circostanze giocarono a sfavore di Tự Đức, perché l'incidente avvenne in concomitanza con la seconda guerra dell'oppio. La Francia e il Regno Unito avevano appena inviato un corpo di spedizione comune in Estremo Oriente per punire l'imperatore cinese Xianfeng: c'erano dunque truppe francesi disponibili per intervenire in Vietnam.

## La campagna militare

### Tourane e Saigon
Nel settembre 1858, una flotta franco-spagnola giunse di fronte a Tourane – l'odierna Da Nang – e iniziò a bomabardare la città. La reazione dei vietnamiti fu debole e non causò eccessivi danni alle navi europee, le truppe franco-spagnole furono quindi in grado di sbarcare e di impossessarsi della città con l'intenzione di fare pressione sulla capitale annamita Hué raggiungibile attraverso l'insidioso colle delle Nuvole.

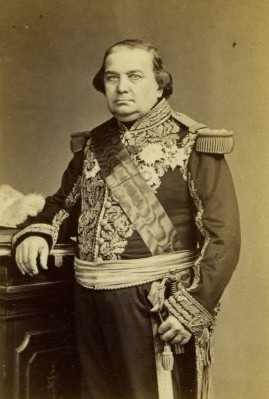
L'ammiraglio Charles Rigault de Genouilly.

Gli alleati si aspettavano una vittoria facile, ma la guerra non si sviluppò come previsto. I vietnamiti cristiani non si sollevarono per sostenere i francesi, come i missionari avevano assicurato che sarebbe successo. La resistenza vietnamita fu più tenace del previsto e le forze francesi e spagnole si trovarono presto assediate a Tourane da un esercito vietnamita comandato da Nguyễn Tri Phương. L'assedio di Tourane durò quasi tre anni e anche se contò poche azioni belliche, le malattie causarono pesanti perdite alla spedizione alleata. La guarnigione di Tourane fu rinforzata di volta in volta e lanciò alcuni attacchi contro le posizioni vietnamite, ma non fu capace di rompere l'assedio.
Nell'ottobre del 1858, poco dopo aver preso Tourane, Rigault de Genouilly si mise alla ricerca di un altro punto per attaccare i vietnamiti. Consapevole del fatto che probabilmente la guarnigione nella città non avrebbe mai ottenuto risultati di rilievo, prese in considerazione la possibilità di agire nel Tonchino o in Cocincina. Scartò la possibilità di una spedizione nel Tonchino, che avrebbe presupposto una grande sollevazione da parte dei cristiani per avere una minima speranza di successo, e propose nel gennaio del 1859 al ministro della marina Ferdinand-Alphonse Hamelin una spedizione contro Saigon, nodo strategico per l'approvvigionamento dell'esercito vietnamita.
Il piano fu approvato: agli inizi di febbraio Rigault de Genouilly lasciò il capitano di vascello Thoyon a Tourane con una piccola guarnigione e due cannoniere e fece vela per Saigon. Il 17 febbraio, dopo aver forzato le difese sul fiume e distrutto le fortificazioni a guardia di esso, le forze franco-spagnole si impadronirono di Saigon. La fanteria di marina francese prese d'assalto la grande cittadella di Saigon, mentre le truppe filippine, sotto il comando spagnolo, respinsero un contrattacco nemico. Gli alleati non furono in grado di tenere la cittadella, e l'8 marzo 1859 la fecero esplodere e diedero fuoco alle sue riserve di riso. In aprile, Rigault de Genouilly tornò a Tourane con il grosso delle sue forze per rinforzare la guarnigione di Thoyon, duramente provata, lasciando a Saigon il capitano di fregata Jean-Bernard Jauréguiberry, futuro ministro della marina, con una guarnigione franco-spagnola di circa 1000 uomini.

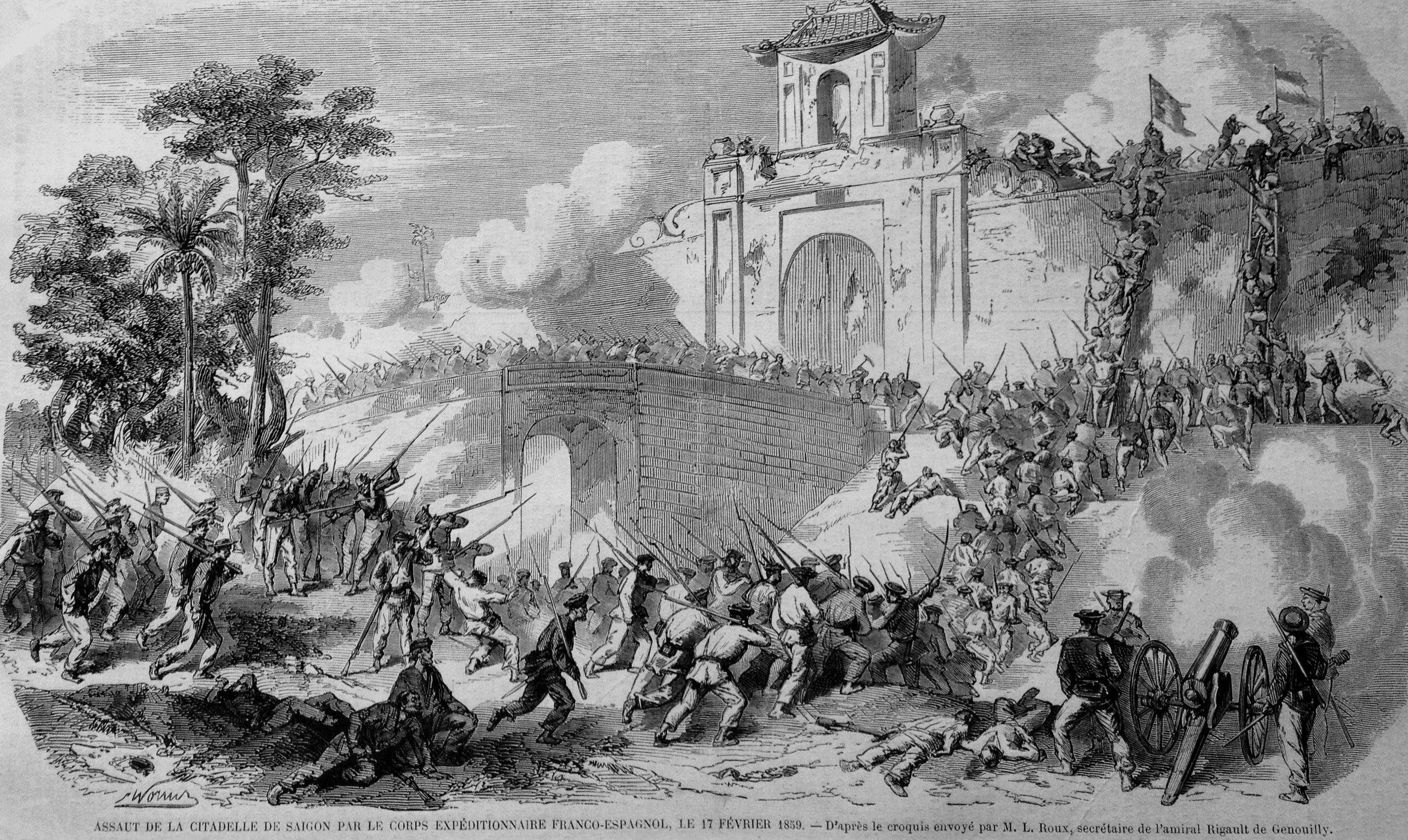
Truppe francesi alla conquista di Saigon. Disegno del giornale L'Illustration.

La conquista di Saigon si rivelò un episodio privo di ulteriori conseguenze, analogamente a quanto successo a Tourane. Le forze di Jauréguiberry, che subirono numerose perdite in seguito all'attacco a sorpresa di un forte vietnamita ad ovest di Saigon il 21 aprile, furono obbligate a rinserrarsi presto dietro le loro difese. In questo periodo il governo francese era distratto dalle sue ambizioni territoriali dallo svolgimento della seconda guerra d'indipendenza italiana, che impegnò un enorme numero di soldati francesi nella regione. Nel novembre del 1859 Rigault de Genouilly fu rimpiazzato dall'ammiraglio François Page, al quale fu data istruzione di ottenere un trattato che garantisse la libertà di professare la fede cattolica in Vietnam, ma non quella di ottenere guadagni territoriali. Su questa base, Page aprì dei negoziati a inizio novembre, ma non ottenne alcun risultato. I vietnamiti, informati dell'impegno francese in Italia, rifiutarono di arrivare ad un accordo e fecero trascinare a lungo nel tempo le negoziazioni nella speranza che gli alleati abbandonassero completamente la loro campagna. Il 18 novembre, Page bombardò e catturò i forti di Kien Chan a Tourane, ma questa vittoria tattica non cambiò la posizione dei negoziatori vietnamiti. La guerra si prolungò quindi al 1860.
Tra la seconda metà del 1859 e il 1860 i francesi non furono in grado di rinforzare significativamente le loro guarnigioni di Tourane e Saigon. Nonostante la campagna militare in Italia si fosse conclusa repentinamente, la Francia rimaneva in guerra con la Cina e Page fu costretto a trasferire la maggior parte dei suoi effettivi per sostenere la guerra che l'ammiraglio Léonard Charner stava conducendo contro i cinesi. Nell'aprile del 1860, Page lasciò la Cocincina per raggiungere Charner a Canton. Nello stesso periodo, in marzo un esercito vietnamita di circa 10000 effettivi aveva cominciato ad assediare Saigon; la difesa della città fu affidata al capitano di vascello d'Ariès. Le forze franco-spagnole, che non superavano le 1000 unità, dovettero confrontarsi con un esercito assediante molto superiore in numero dal marzo del 1860 al febbraio del 1861. Prendendo coscienza del fatto che risultasse ormai impossibile difendere sia Saigon che Tourane, i francesi evacuarono quest'ultima nel marzo del 1860, ponendo termine in modo poco onorevole al lungo assedio.

### Kỳ Hòa e Mỹ Tho
Nonostante fossero stati costretti ad evacuare Tourane, i francesi riuscirono tuttavia a conservare il possesso di Saigon per il resto del 1860; non furono però capaci di rompere l'assedio della città. Il confronto non registrò cambiamenti significativi fino all'inizio del 1861, quando, con la fine della seconda guerra dell'oppio, gli ammiragli Charner e Page poterono tornare in Cocincina e riprendere la campagna militare nei dintorni di Saigon. Una flotta di 70 imbarcazioni, comandata da Charner, e 3500 soldati agli ordini del generale Élie de Vassoigne furono trasferiti dalla Cina alla città assediata. La squadra navale di Charner, la più potente apparsa fino ad allora nelle acque vietnamite, comprendeva le fregate a vapore Impératrice Eugénie e Renommée (navi ammiraglie comandate rispettivamente da Charner e Page), le corvette Primauguet, Laplace e Du Chayla, undici avvisi a propulsione ad elica, cinque cannoniere di prima classe (tra le quali lo Shamrock, comandato dall'ufficiale subalterno Henri Rieunier), diciassette navi da trasporto e una nave ospedale. La squadra era accompagnata da una mezza dozzina di lorcha, imbarcazioni armate tipiche della costa cinese, comprate a Macao.

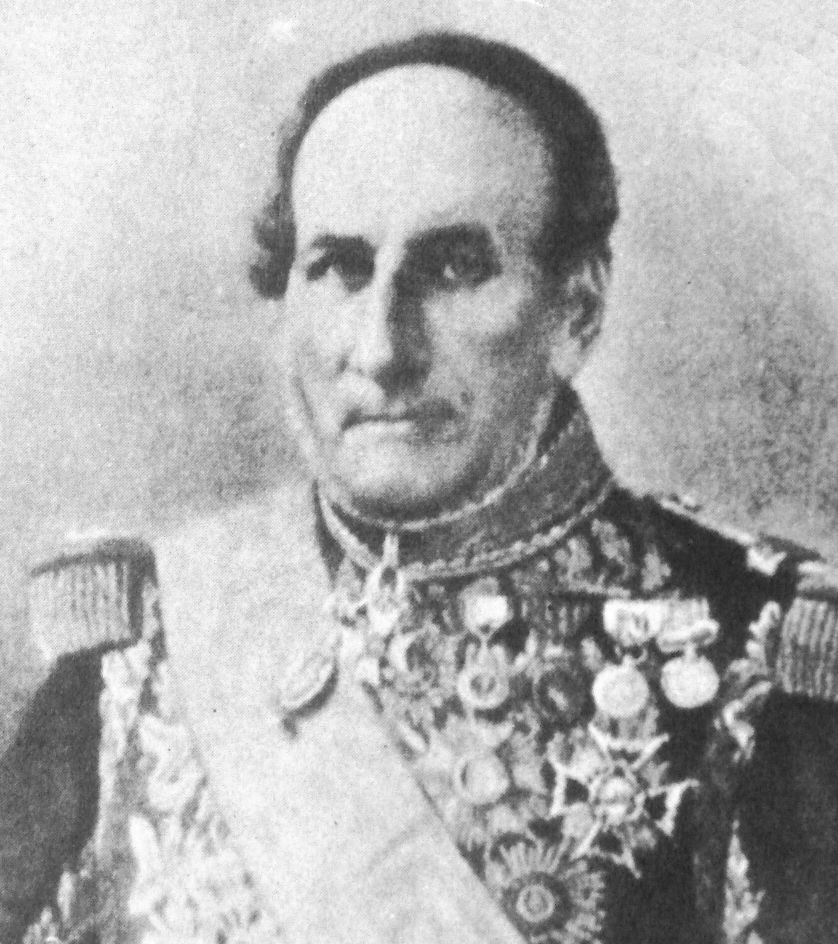
Il viceammiraglio Léonard Charner.

Grazie a questi potenti rinforzi, gli alleati cominciarono finalmente ad acquisire qualche vantaggio. Il 24 e 25 febbraio 1861, le forze franco-spagnole di Saigon attaccarono le linee vietnamite e sfidarono l'esercito del maresciallo Nguyễn Tri Phương nella battaglia di Ky Hoa. I vietnamiti combatterono ferocemente per difendere le loro posizioni e le perdite alleate furono considerevoli.
La vittoria di Ky Hoa permise ai franco-spagnoli di passare all'offensiva. Il 12 aprile 1861, Mỹ Tho fu catturata dai francesi. Una forza d'assalto comandata dal capitano di vascello Le Coriault du Quilio, sostenuta da una piccola flotta di cannoniere, attaccò Mỹ Tho da nord, lungo il corso del Bao Dinh Ha: dal 1º all'11 aprile distrusse diversi forti vietnamiti, aprendosi il cammino per Mỹ Tho. Le Couriault du Quilio ordinò di attaccare la città il 12, ma l'assalto non fu necessario: una flottiglia da guerra capitanata dall'ammiraglio Page, incaricata da Charner di risalire il Mekong ed attaccare la città, apparve il giorno stesso davanti a Mỹ Tho. La città fu occupata il giorno stesso senza che si dovesse sparare un colpo.
Poco prima della conquista di Mỹ Tho, in marzo i francesi avevano nuovamente offerto la pace all'imperatore Tự Đức. Questa volta le condizioni erano più dure rispetto a quelle offerte da Page nel novembre del 1859. I francesi pretesero la libertà di professare il cristianesimo in Vietnam, la cessione della provincia di Saigon, una forte indennità, la libertà di commercio e di movimento e l'installazione di consolati francesi. Tự Đức era disposto a concedere la sola libertà di religione e rigettò le altre richieste. La guerra continuò, e dopo la presa di Mỹ Tho i francesi aggiunsero alle loro rivendicazioni territoriali anche la provincia della città.
Incapace di affrontare le forze francesi e spagnole in una battaglia ordinata, Tự Đức ricorse alla guerriglia, inviando i suoi agenti nelle province contese per organizzare la resistenza contro gli invasori. Charner rispose il 19 maggio dichiarando Saigon e Mỹ Tho in stato d'assedio. Colonne francesi percorsero le campagne di Cocincina, suscitando una forte resistenza popolare per la brutalità con la quale trattavano i sospetti rivoltosi; Charner aveva ordinato di non esercitare violenza contro i contadini pacifici, ma questi ordini furono disattesi. La guerriglia vietnamita arrivò a rappresentare una seria minaccia per i francesi; il 22 giugno 1861 l'avamposto francese di Go Cong fu attaccato invano da 600 vietnamiti.

### Biên Hòa e Vĩnh Long

Cattura e incendio di Biên Hòa. L'illustration, marzo 1862.

La cattura di Mỹ Tho fu l'ultimo successo militare di Charner; quest'ultimo rientrò in Francia nell'estate del 1861 e fu rimpiazzato al comando della spedizione dall'ammiraglio Louis Adolphe Bonard, che arrivò a Saigon a novembre. Nelle due settimane successive al suo arrivo, imbastì un'importante campagna per impossessarsi della provincia di Dong Nai come rappresaglia per la perdita della lorcha Espérance e di tutto il suo equipaggio in una imboscata. Il capoluogo provinciale, Biên Hòa, fu catturata dai francesi il 16 dicembre 1861.

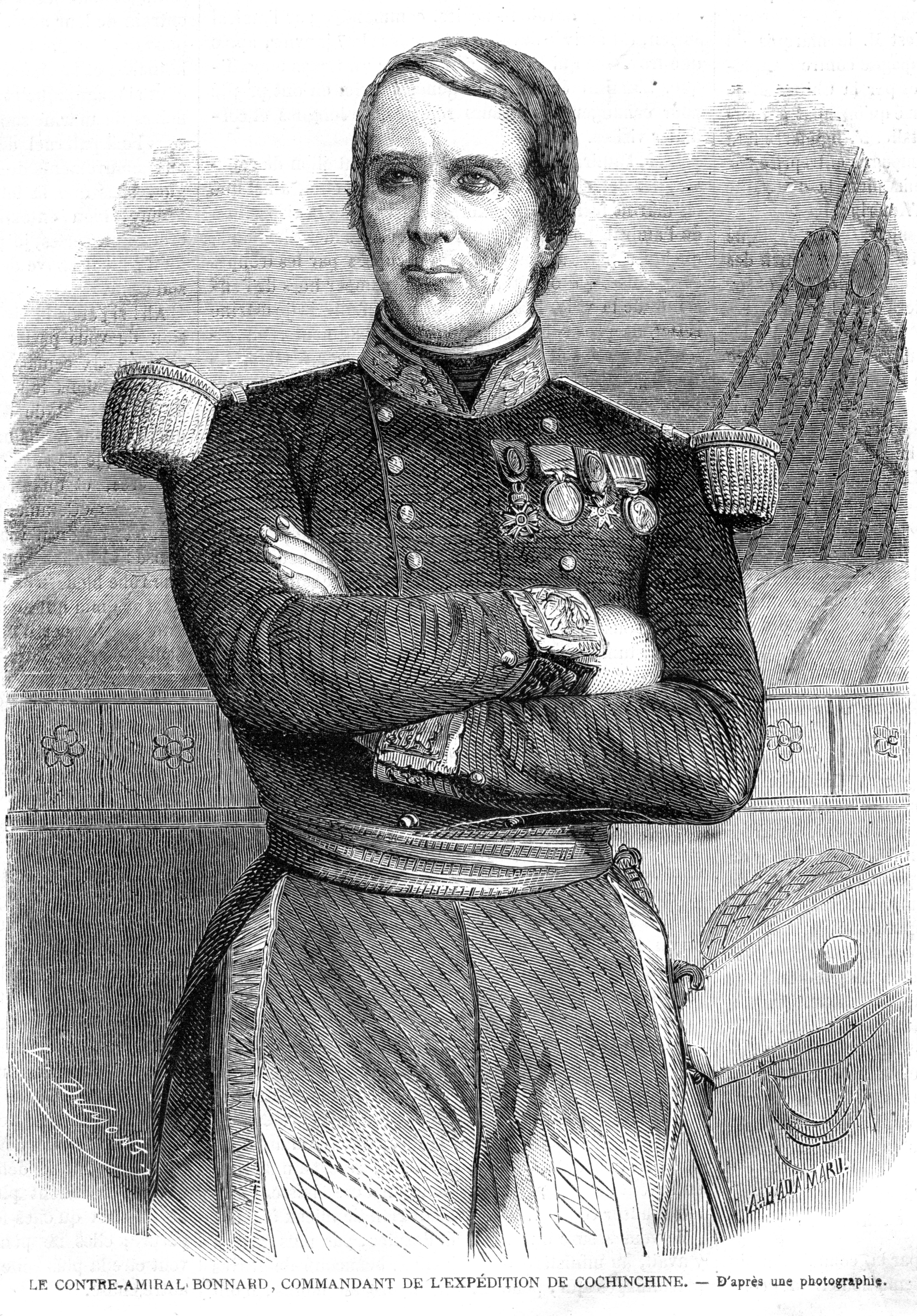
Il contrammiraglio Louis Adolphe Bonard, comandante della spedizione in Cocincina. L'illustration, marzo 1862.

I francesi proseguirono la loro offensiva con la cattura di Vĩnh Long il 22 marzo 1862, al termine di una breve campagna intrapresa da Bonard in risposta ad alcuni atti di guerriglia contro le truppe francesi nei dintorni di Mỹ Tho; nel più serio di questi incidenti, il 10 marzo 1862, esplose una cannoniera francese che lasciava la città con una compagnia di fanteria a bordo. Le perdite (52 tra morti e feriti) furono pesanti per i francesi, convinti che l'imbarcazione fosse stata sabotata da alcuni insorti su ordine dei governatori della provincia di Vĩnh Long.
Dieci giorni più tardi, Bonard si presentò davanti a Vĩnh Long con una flottiglia di dodici avvisi e cannoniere e una forza da sbarco franco-spagnola di 1000 elementi. Tra il pomeriggio e la sera del 22 marzo attaccarono le batterie vietnamite poste a difesa della città e se ne impadronirono. Il 23 marzo entrarono nella cittadella di Vĩnh Long; i suoi difensori ripiegarono verso una linea fortificata a My Cui, a una ventina di chilometri ad ovest di Mỹ Tho, ma due colonne alleate li seguirono e li scacciarono, mentre una terza tagliò loro la ritirata verso nord. Le perdite vietnamite a Vĩnh Long e My Cui furono consistenti.

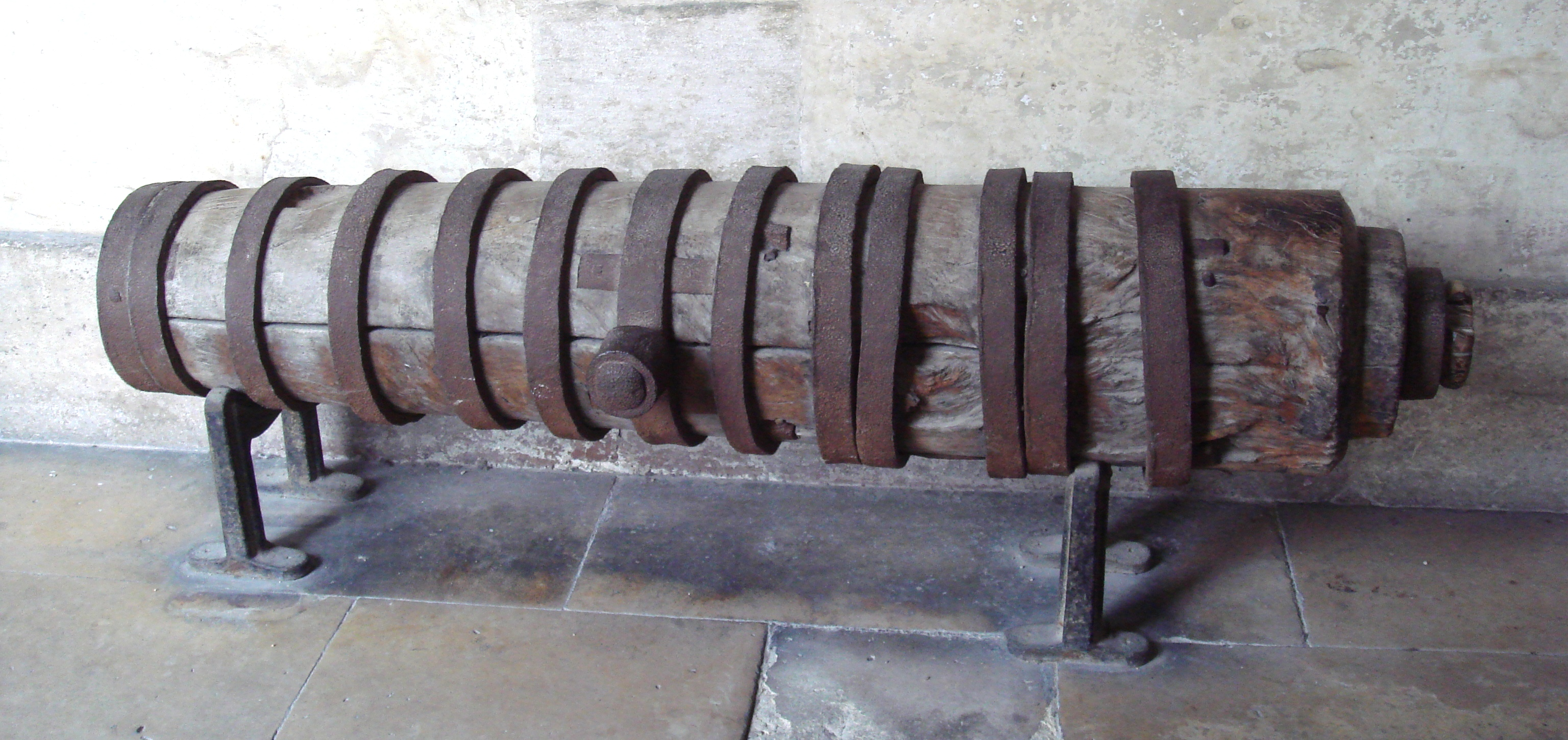
Cannone di legno catturato dai francesi durante la conquista di Vĩnh Long, il 23 marzo 1862. Musée de l'Armée, Parigi.

La perdita di Vĩnh Long, dopo quelle di Mỹ Tho e Biên Hòa, scoraggiò la corte di Huế, e nell'aprile del 1862 Tự Đức fece sapere di volere la pace.
Nel maggio del 1862, dopo alcune discussioni preliminari, la corvetta francese Forbin partì per Tourane per ricevervi i plenipotenziari vietnamiti incaricati di concludere la pace; a questi ultimi furono concessi tre giorni per presentare i loro ambasciatori. Allo scadere dell'ultimatum, una corvetta a ruota a pale, l'Aigle des Mers, fu scorta prendere il mare dalla costa di Tourane. La chiglia in pessimo stato, i suoi cannoni arrugginiti e l'equipaggio vestito di stracci suscitarono l'ilarità dei marinai francesi; l'imbarcazione trasportava i plenipotenziari di Tự Đức. L'imbarcazione vietnamita fu rimorchiata dalla Forbin e trascinata a Saigon, dove si conclusero rapidamente le negoziazioni. Il 5 giugno fu firmato un trattato sulla nave Duperré, ancorata davanti alla città.

### La pace
Al momento di firmare il trattato l'atteggiamento francese non poteva essere generoso: quella che era cominciata come una piccola spedizione punitiva si era trasformata in una guerra lunga, cruenta e costosa. Era impensabile che la Francia accettasse di uscirne a mani vuote. Il 5 giugno 1862, il plenipotenziario vietnamita Phan Thanh Giản firmò il trattato con l'ammiraglio Bonard e il rappresentante spagnolo Palanca y Gutiérrez. Il trattato di Saigon obbligava il Vietnam ad autorizzare la libera pratica e il proselitismo cattolico sul suo territorio. Cedeva inoltre alla Francia le province di Biên Hòa, Gia Định e Định Tường, oltre alle isole di Poulo Condor, lasciava i francesi commerciare e viaggiare liberamente lungo il Mekong e apriva al commercio i porti di Tourane, Quảng Yên e Ba Lac, alla foce del Fiume Rosso. Obbligò infine il Vietnam a pagare un'indennità di un milione di dollari in dieci anni a Francia e Spagna.
I francesi posero le loro nuove tre province meridionali vietnamite sotto il controllo del ministero della Marina. Nacque così in modo fortuito la colonia francese di Cocincina, per la quale fu scelto come centro amministrativo Saigon.

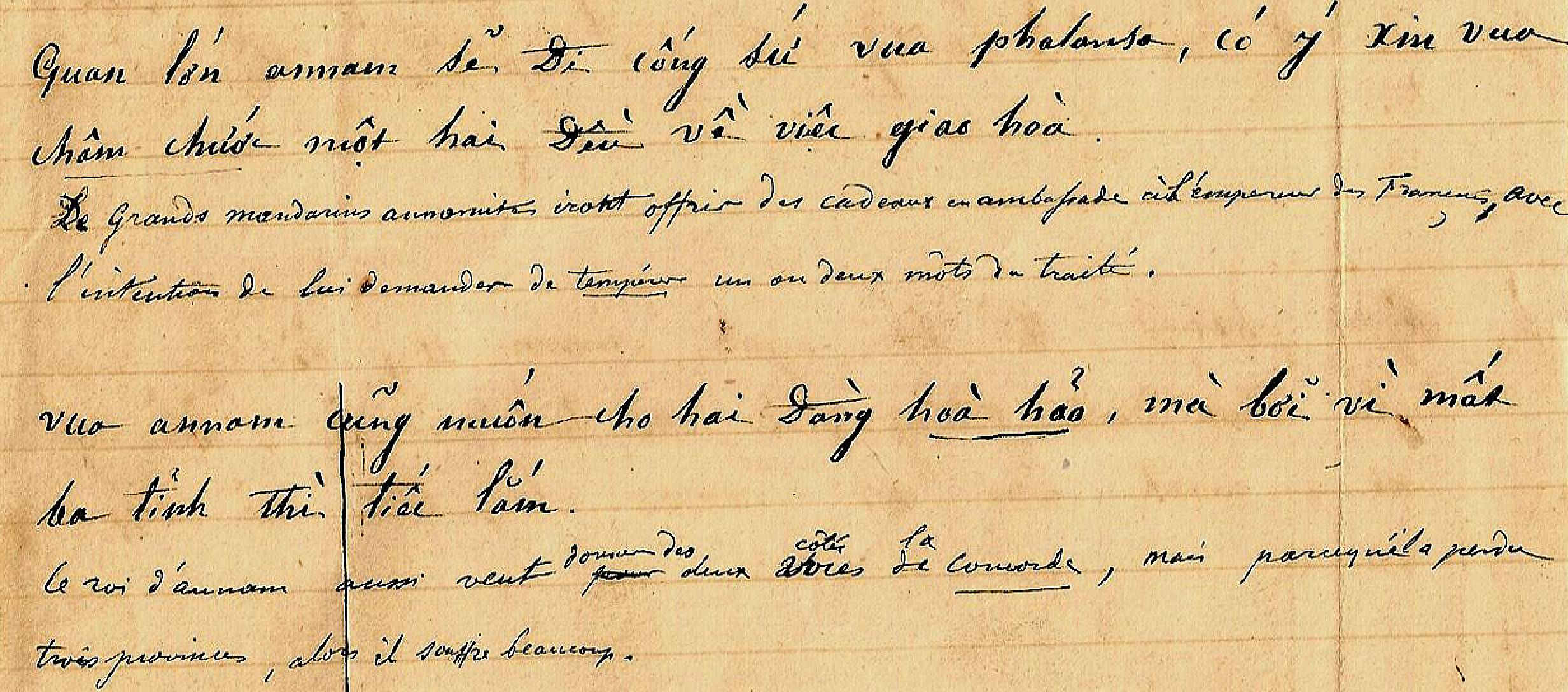
Grandi mandarini annamesi andranno ad offrire doni di ambasciata all'imperatore dei francesi, con l'intenzione di chiedergli di temperare una o due parole del trattato. Anche il re di Annam vuole portare la concordia da entrambe le parti, ma poiché ha perso tre province, allora soffre molto. Se l'imperatore francese non vuole ammorbidire una parola o due del trattato di pace, allora il re di Annam non sarà felice.
In mare, a bordo dellEuropean, luglio 1863.

## Conseguenze
Nel 1864 le tre province vietnamite cedute alla Francia divennero formalmente la colonia francese di Cocincina; quest'ultima raddoppiò la sua estensione nel corso dei tre anni successivi. Nel 1867 l'ammiraglio Pierre-Paul de La Grandière obbligò gli Annamiti (come i vietnamiti erano chiamati dagli europei all'epoca) a cedere alla Francia le province di Châu Đốc, Hà Tiên e Vĩnh Long. All'inizio l'imperatore Tự Đức rifiutò di sancire la validità della cessione, ma finì per riconoscere il protettorato francese sulle sei province di Cocincina nel 1874 con il secondo trattato di Saigon, negoziato da Paul-Louis-Félix Philastre dopo l'intervento militare di Francis Garnier nel Tonchino.
Gli spagnoli, che avevano avuto un ruolo minore nella campagna militare, ricevettero una parte dell'indennità di guerra ma non godettero di alcuna acquisizione territoriale in Vietnam. Per questo motivo furono incoraggiati dai francesi a crearsi una propria sfera d'influenza nel Tonchino; queste suggestioni, tuttavia, non portarono a niente e anche quest'ultima regione divenne di fatto un protettorato francese nel 1883.
Il fattore più importante a spingere Tự Đức alla pace fu probabilmente la minaccia alla sua autorità portata dalla rivolta, nel Tonchino, dal signore cattolico Tạ Văn Phụng, che pretendeva di discendere dall'antica dinastia Lê. Nonostante i franco-spagnoli avessero rigettato l'alleanza che Tạ Văn Phụng aveva loro offerto, gli insorti del Tonchino furono in grado di infliggere diverse sconfitte alle truppe imperiali vietnamite. La fine della guerra con gli europei permise a Tự Đức di opporre agli insorti truppe numericamente superiori e di ristabilire la sua autorità nella regione. Tạ Văn Phụng fu alla fine catturato, torturato e giustiziato.

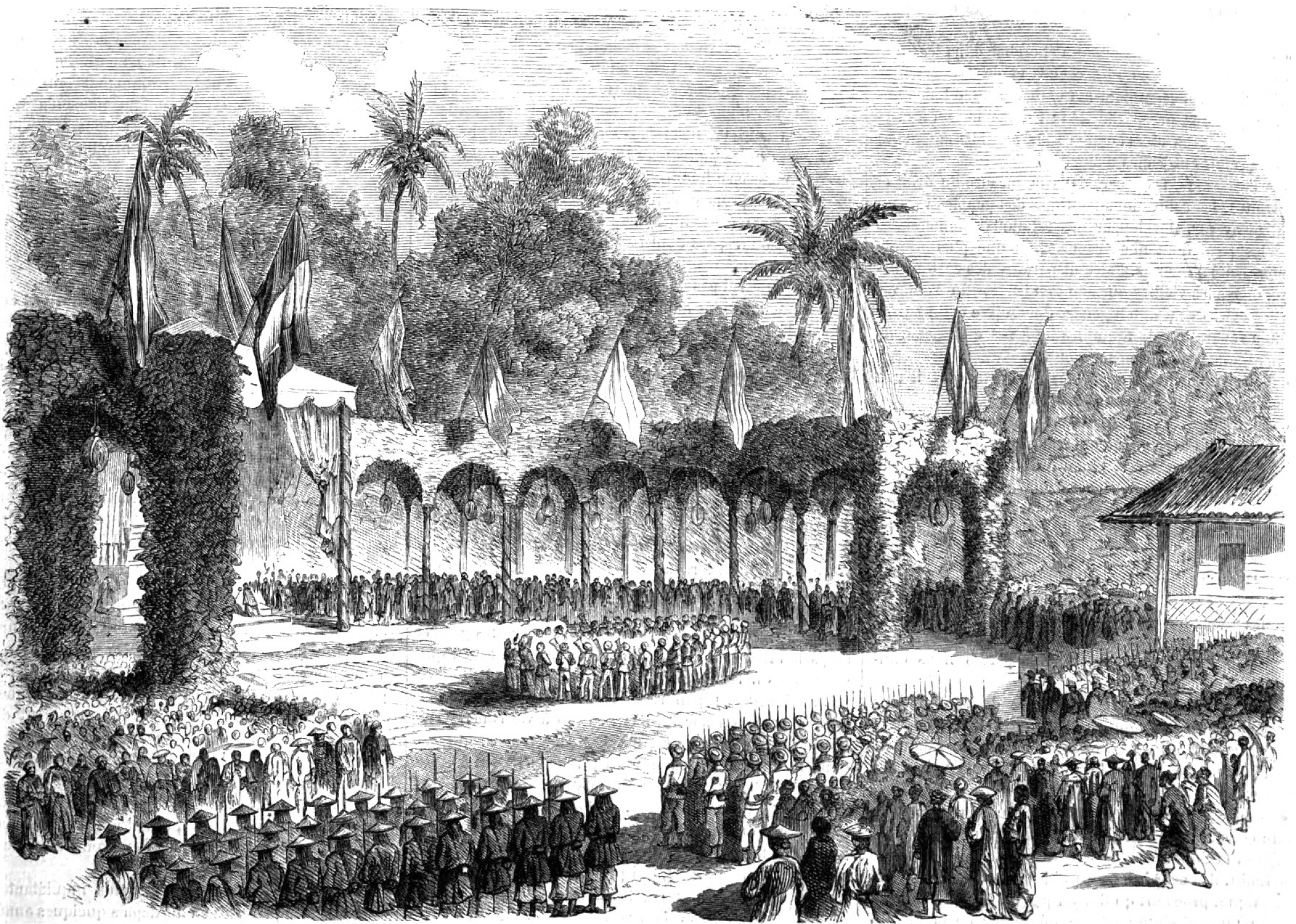
La celebrazione della festa della regina Isabella II di Spagna a Saigon il 17 gennaio 1863.